# Федерация спортивной борьбы России
Федера́ция спорти́вной борьбы́ Росси́и — общероссийская общественная организация, спортивная федерация России. Учреждена в 1993 году. ФСБР осуществляет деятельность в 76 регионах России.
Федерация является коллективным членом Олимпийского комитета России и объединяет олимпийские виды спортивной борьбы: греко-римскую, вольную и женскую. Под эгидой ФСБР также развиваются неолимпийские стили (грэпплинг, панкратион) и национальные виды борьбы. Является аффилированным членом Международной федерации объединённых стилей борьбы (FILA).

## Общая информация
Федерация спортивной борьбы России основана в 1993 году, является коллективным членом Олимпийского комитета России и объединяет олимпийские виды спортивной борьбы: греко-римскую, вольную и женскую. Под эгидой ФСБР также развиваются неолимпийские стили: грэпплинг, панкратион и национальные виды борьбы.
Первым президентом ФСБР был двукратный олимпийский чемпион Иван Ярыгин, возглавлявший федерацию до трагической смерти в 1997 году. В 1997 году президентом ФСБР был избран олимпийский чемпион Михаил Мамиашвили, который впоследствии переизбирался в 2000, 2004, 2008 и 2013 годах.
На Олимпийских играх 1996, 2000, 2004, 2008, 2012, 2016 и 2020 года российские борцы завоевали 34 золотых медалей. Трёхкратными олимпийскими чемпионами стали Александр Карелин и Бувайсар Сайтиев, дважды побеждали на Олимпиадах: Мавлет Батиров, Роман Власов, Абдулрашид Садулаев.
Министерство спорта РФ, ОКР и штаб по подготовке создали для сборных России по борьбе все условия при подготовке к Олимпийским играм 2012. Шестнадцать российских борцов из десяти регионов страны в Лондоне-2012 завоевали 11 медалей — 4 золотые, 2 серебряные и 5 бронзовых наград, лидировав в командном зачёте. Наталья Воробьёва стала первой в истории России и второй в Европе олимпийской чемпионкой по женской борьбе. Мингиян Семёнов завоевал первую олимпийскую медаль по борьбе в истории Калмыкии, а Любовь Волосова — в истории Бурятии. Роман Власов стал первым олимпийским чемпионом по борьбе из Новосибирской области за 16 лет, а Рустем Тотров принёс Тюменской области первую медаль по борьбе за 36 лет.
Михаил Мамиашвили, Наталья Ярыгина и Александр Карелин входят в Бюро Международной федерации объединённых стилей борьбы (FILA). Георгий Брюсов — вице-президент Европейского комитета борьбы. Судьями олимпийской категории являются Андрей Криков, Сергей Новаковский и Норавард Арустумян.
В 2010 году в Москве прошли чемпионат мира по борьбе, а также Конгресс FILA, в которых приняли участие представители из рекордных 115 стран.
В 2011 году в Махачкале состоялся Кубок мира по борьбе. 2011 год был объявлен FILA Годом русской классической борьбы, а его центральным событием стало открытие Зала славы российской борьбы в швейцарском замке Корзье-Сюр-Вевее, где базируется штаб-квартира FILA (ныне UWW).
В 2018 году в Каспийске состоялся чемпионат Европы. 
В 2019 году в Якутске прошёл Кубок мира при поддержке Давыдова Эдуарда Маликовича.
Чемпионат мира по борьбе 2023 года изначально планировался провести в Красноярске, однако турнир был перенесён в Белград.
14 февраля Reuters сообщил, что федерация борьбы России получила приглашение принять участие в Азиатских играх в 2023 году. В январе МОК объявил, что спортсменам из России и Беларуси может быть разрешено пройти квалификацию для участия в Играх 2024 года в азиатских соревнованиях.

## Основные функции Федерации
- разработка календарного плана соревнований и организация их проведения;
- поддержка сборных России и подготовка резерва;
- расширение географии спортивной борьбы в России, и её популяризация;
- организация и проведение мероприятий по повышению квалификации специалистов, семинаров, конференций, консультаций;
- осуществление международных связей и защита интересов Федерации на международном уровне;
- разработка и реализация фундаментальной Программы развития спортивной борьбы в Российской Федерации на период с 2011 по 2020 годы, предусматривающая развитие борьбы на всех уровнях от массового спорта до олимпийских вершин.

## Структура Федерации
Высшим руководящим органом Федерации является Конференция. Президент руководит работой Федерации между Конференциями и заседаниями Бюро Федерации, представляет Федерацию в государственных органах и организациях и иных организациях различных организационно-правовых форм и форм собственности.
Исполком Федерации является постоянно действующим руководящим органом Федерации между Конференциями, осуществляющим права юридического лица от имени Федерации и исполняющим его обязанности в соответствии с Уставом и действующим законодательством.
Постоянные и временные комитеты и комиссии помогают различным органам Федерации выполнять соответствующие функции и входят в административные органы.
В данный момент в исполком ФСБР входят:
- президент Федерации — Мамиашвили Михаил Геразиевич;
- первые вице-президенты — Брюсов Георгий Павлович, Фадзаев Арсен Сулейманович, Муртузалиев Омар Магомедович, Игуменов Виктор Михайлович, Ярыгина Наталья Алексеевна, Вараев Адлан Абуевич;
- вице-президенты и члены исполкома.